# Sharon Bowles
Sharon Margaret Bowles (født 12. juni 1953) er siden 2005 britisk medlem af Europa-Parlamentet, valgt for Liberal Democrats (indgår i parlamentsgruppen ALDE).